# Curtiss Carrier Pigeon
Curtiss Carrier Pigeon – amerykański samolot pocztowy z okresu międzywojennego, pierwszy samolot zbudowany specjalnie dla poczty lotniczej.

## Historia
W roku 1925 amerykańska poczta lotnicza (United States Postal Service - U.S. Air Mail) używająca dotychczas samolotów DH.4 wycofanych ze służby wojskowej do przewozu poczty opracowało specyfikację dla nowego samolotu dla przewozu poczty. Na podstawie tej specyfikacji wytwórnia lotnicza Curtiss Aeroplane and Motor Company opracowała samolot, który otrzymał nazwę Carrier Pigeon (Model 40)
Samolot ten został oblatany i ponieważ spełniał warunki US Postal Service wyprodukowano 10 samolotów tego typu. W 1929 roku zbudowano jeszcze trzy samoloty tego typu oznaczone jako Carrier Pigeon II, w którym zastosowano mocniejszy silnik, a w związku z tym miał większe rozmiary i osiągi. Łącznie w latach 1925–1929 wyprodukowano 13 samolotów obu odmian.

## Użycie w lotnictwie
Samolot Curtiss Carrier Pigeon był używany jako samolot do przewozu przesyłek pocztowy US Postal Service w latach 1926–1934.

## Opis konstrukcji
Samolot był dwupłatem o konstrukcji mieszanej, kadłub drewniany, skrzydła wykonane z rur stalowych, kryty płótnem.
Samolot był wyposażony w silnik rzędowy, chłodzone cieczą.
Podwozie klasyczne stałe, o dużym rozstawie kół, przystosowane do lądowanie w przygodnym terenie.